# Памятник борцам революции 1905 года (Рига)
Памятник борцам революции 1905 года в Риге — монумент, представляющий собой скульптурную композицию, посвящённую революционным событиям 1905 года.
Расположен на набережной Даугавы, на пересечении с важной городской транспортной магистралью — улицей 13 Января (день начала Революции 1905 года в Лифляндской губернии Российской империи).
Памятник посвящён демонстрации 13 января 1905 года в Риге и представляет собой выразительную двухфигурную композицию: молодой рабочий подхватывает знамя, выпадающее из рук раненного товарища. Материал — бронза и гранит.
Памятник выполнен в традициях социалистического реализма. Был открыт в 1960 году и получил статус художественного памятника республиканского значения.
В августе 2010 года памятник был снят на реставрационные работы.
В октябре 2011 года открыт после реставрации.
Авторы:
скульптор — Альберт Адамович Терпиловский (автор скульптурного ансамбля на Зиепниеккалнском кладбище, посвящённом революционерам, участвовавшим в рижских событиях 1905 года);
архитектор — Карлис Янович Плуксне (с 1951 по 1959 председатель Союза архитекторов Латвии, один из разработчиков типовых проектов школ).